# 惠川光生
惠川光生（日语：／ Egawa Kōsei，1981年5月1日—），日本男子游泳运动员。他曾代表日本参加2004年夏季残疾人奥林匹克运动会游泳比赛，获得男子4×100米自由泳接力49分铜牌。